# Ghostscript
Ghostscript je multiplatformní software, jehož jádrem je interpret formátů PostScript a PDF firmy Adobe Systems.
Jeho první verze byla vydána 11. srpna 1988 a od té doby byl přenesen na mnoho různých systémů včetně: Unixu, Linuxu, Mac OS, OpenVMS, Microsoft Windows, MS-DOSu, FreeDOSu, Atari TOS a AmigaOS.
Může být používán na prohlížení souborů v daných formátech, nebo na jejich převod do jiných fomátů i mezi sebou. Také může být použit jako filtr převádějící soubor do rastrové grafiky pro tisk na rastrových počítačových tiskárnách.